# Tony Hawk's Project 8
Tony Hawk's Project 8 é um jogo eletrônico de skate de 2006 e a oitava parcela da série Tony Hawk's. Foi desenvolvido pela Neversoft e publicado pela Activision em novembro de 2006 para PlayStation 2, Xbox, Xbox 360, PlayStation 3 e PlayStation Portable. O jogo complementa o lançamento de Tony Hawk's Downhill Jam, que estava disponível nos sistemas Nintendo junto com o PlayStation 2, respectivamente. Recebeu críticas positivas. Com elogios ao recurso e gráficos "Nail the Trick", enquanto a remoção de vários recursos importantes e a ausência de funcionalidade online em todas as três versões do PlayStation foram criticadas.

## Enredo
Tony Hawk, impressionado com o talento desconhecido do skate na cidade do jogador, anuncia a criação de uma nova equipe de skate intitulada 'Project 8', onde oito dos melhores skatistas da cidade serão selecionados para a equipe. O personagem do jogador começa em 200º lugar e, ao completar desafios e objetivos, sua classificação melhorará gradualmente.

## Jogabilidade
As versões de 6ª geração do jogo (PlayStation 2, Xbox), bem como a versão PlayStation Portable, utilizam o motor da parcela anterior, Tony Hawk's American Wasteland, e os jogos que o precederam. As versões de 7ª geração (PlayStation 3, Xbox 360) apresentam um motor de jogo e jogabilidade completamente novos para acomodar o hardware mais avançado (embora também lançado no Xbox 360, American Wasteland permaneceu praticamente o mesmo naquele console).
Para as versões de 7ª geração, o Project 8 apresenta um mundo aberto, que contém vários parques de skate e seções ocultas. O mundo aberto é linear e visivelmente conectado, em contraste com os túneis de carregamento em American Wasteland. Na versão de 6ª geração, os níveis são separados e devem ser selecionados manualmente.  Há 45 skatistas no jogo, incluindo personagens desbloqueáveis, cada um com um estilo único de mo-cap, proporcionando uma experiência diferente e sem animações recicladas.

### Novos recursos
O jogo introduz a opção 'acertar o truque'. Quando um jogador entra neste modo, a câmera dá zoom na lateral para focar no skate e nos pés do personagem. Os jogadores podem então usar os manípulos analógicos direito e esquerdo para controlar os pés direito e esquerdo, permitindo que o jogador vire e gire o skate de qualquer maneira, incluindo tocar a parte inferior do skate no ar e mesclar várias técnicas para formar novos movimentos.
Outra nova habilidade no jogo é controlar os personagens no jogo durante as fianças, permitindo que o jogador obtenha uma alta "conta de hospital", com dinheiro de bônus concedido por ossos quebrados; esse recurso é usado em vários desafios no modo história (no PS3 e Xbox 360). Os jogadores também podem induzir uma fiança manualmente. A opção de andar, que foi introduzida em Tony Hawk's Underground, é mantida. O jogo também apresenta

## Recepção
O jogo recebeu críticas positivas em sua maioria após o lançamento, com a versão para Xbox 360 obtendo uma média geral de 81% no GameRankings. Foi especialmente alvo de elogios por seu modo "Nail the Trick" e melhorias gráficas. Também recebeu críticas pela remoção de vários recursos importantes.
Na análise do GameSpot da versão para PlayStation 3, o Project 8 foi criticado por sua instabilidade na taxa de quadros. a IGN e a GameSpot notou e criticou a ausência de funcionalidade online em todas as três versões do PlayStation.
A Academia de Artes & Ciências Interativas premiou o Tony Hawk's Project 8 com "Jogo de Esportes do Ano" no 10º Prêmio Anual de Conquistas Interativas.

## Ligações Externas
- Tony Hawk's Project 8. no IMDb.
- Tony Hawk's Project 8 no MobyGames